# 岡崎市立中央図書館
岡崎市立中央図書館（おかざきしりつちゅうおうとしょかん）は、愛知県岡崎市康生通西にある公共図書館である。額田地区の樫山町にある岡崎市立額田図書館とともに岡崎市立図書館を構成する。

## 歴史

### 年表

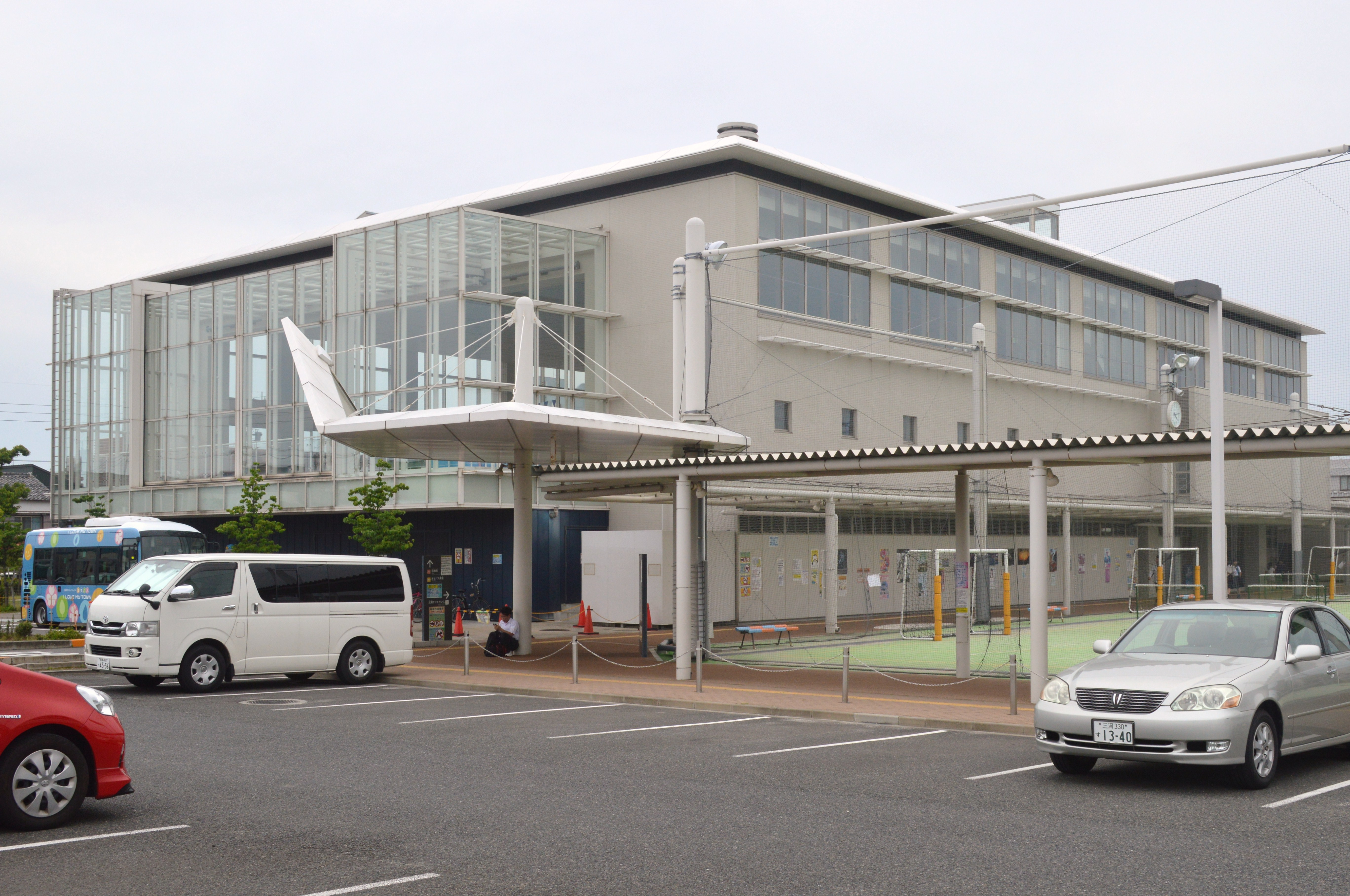
情報ライブラリーがある若宮町の岡崎げんき館

- 1912年（大正元年）8月5日 - 門前町に岡崎町立通俗図書館が仮開館。北緯34度57分31.9秒 東経137度10分20.7秒
- 1916年（大正5年）7月1日 - 市制施行により岡崎市立図書館に改称。
- 1922年（大正11年）12月15日 - 岡崎公園内の新館が開館。北緯34度57分27.8秒 東経137度09分32.0秒
- 1945年（昭和20年）7月20日 - 岡崎空襲により全焼・廃館。
- 1947年（昭和22年）7月1日 - 康生町の元青年学校校舎で再開館。北緯34度57分24.4秒 東経137度09分42.9秒
- 1962年（昭和37年）12月4日 - 六供町の元岡崎商業高校校舎に移転。北緯34度57分44.6秒 東経137度10分03.6秒
- 1966年（昭和41年）5月1日 - 康生通西2丁目の元岡崎警察署庁舎に移転。北緯34度57分33.4秒 東経137度09分45.5秒
- 1971年（昭和46年）11月1日 - 明大寺町の新館に移転。北緯34度56分31.0秒 東経137度09分52.1秒
- 2005年（平成17年）1月1日 - 額田町の編入に伴い岡崎市立中央図書館に改称。
- 2008年（平成20年）11月1日 - 康生通西4丁目の岡崎市図書館交流プラザに移転。北緯34度57分34.1秒 東経137度09分33.1秒

### 随念寺下常福院時代（1912-1923）

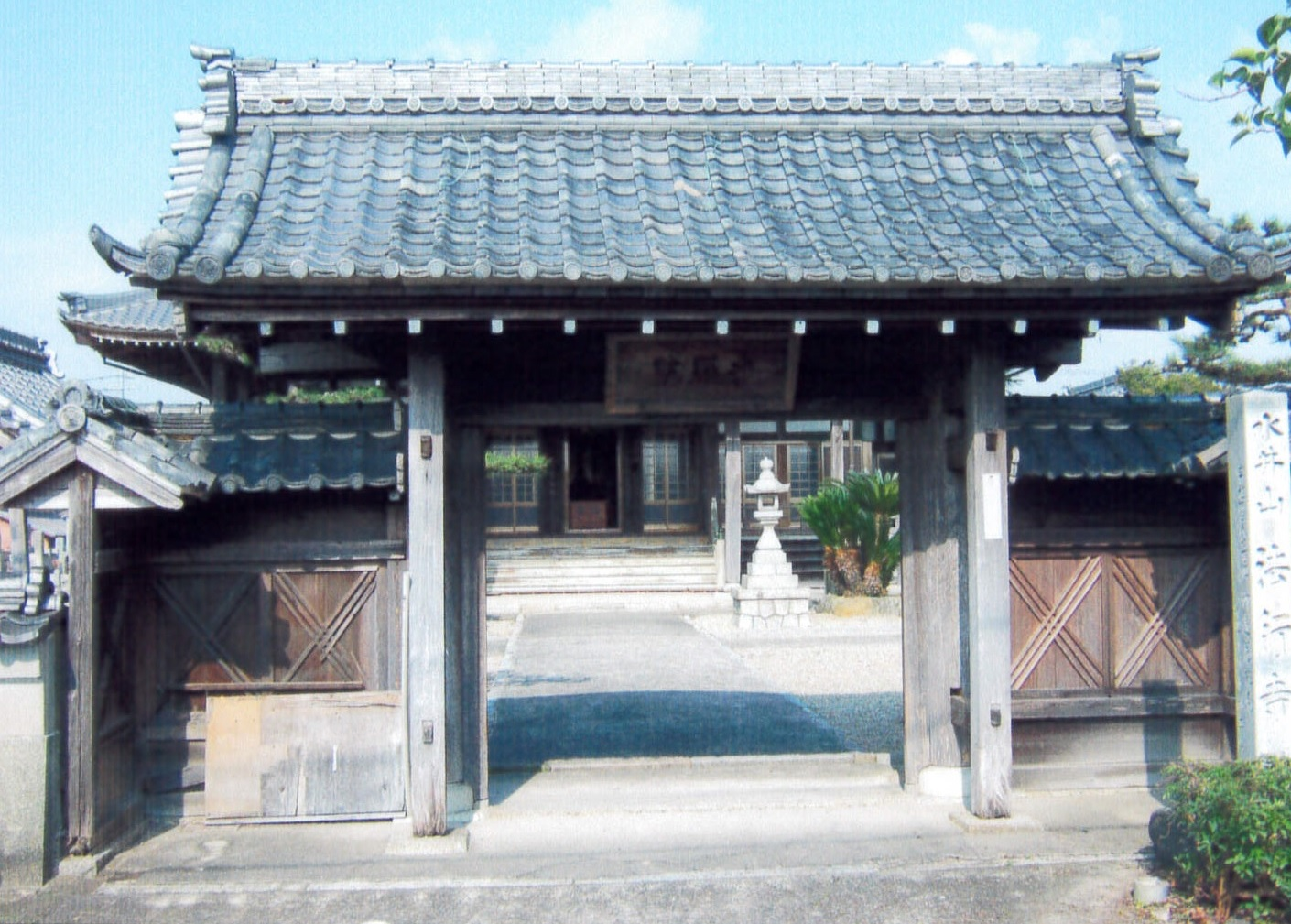
旧常福院の山門

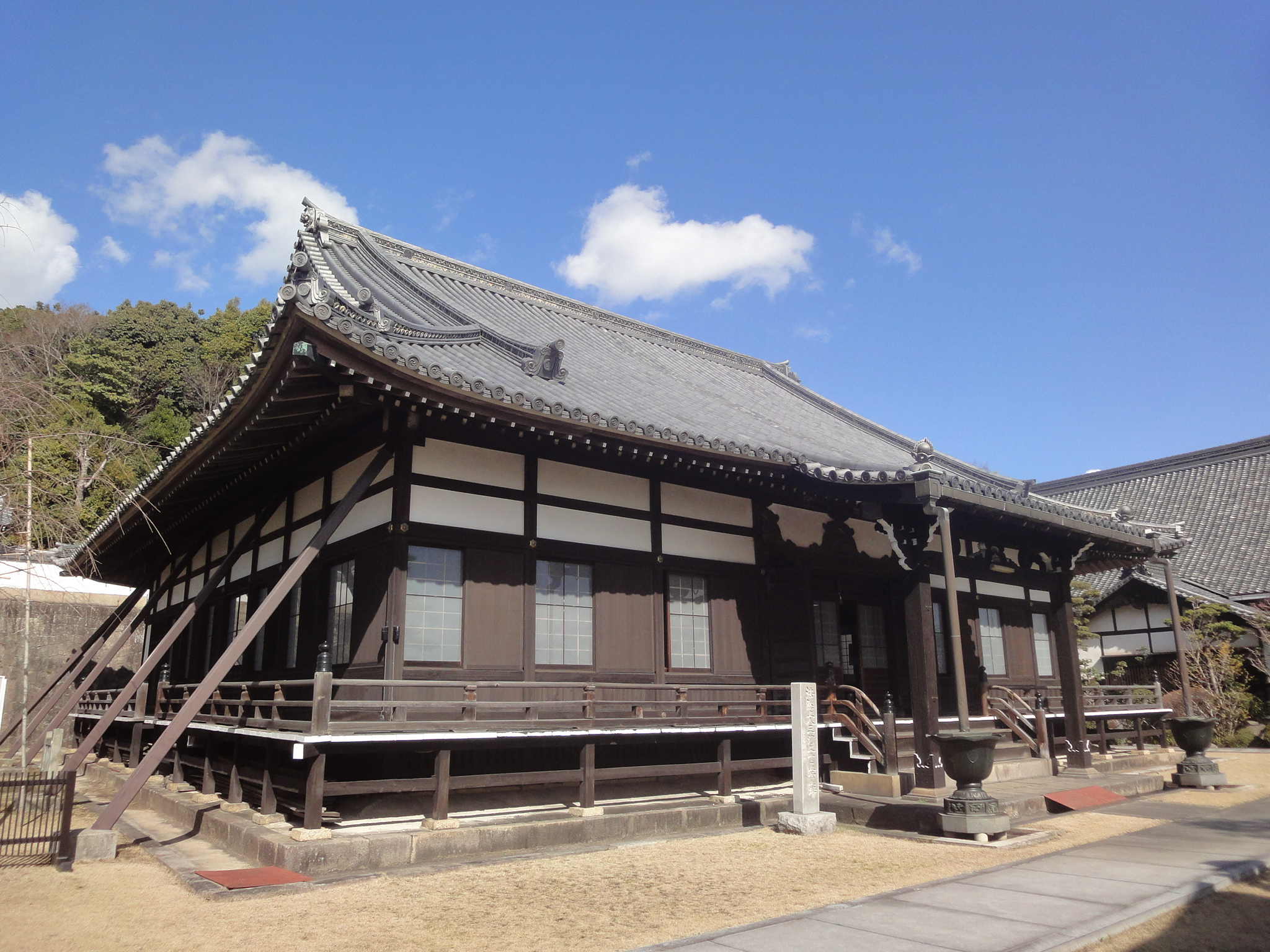
岡崎町の文教の中心だった随念寺

随念寺と常福院（赤丸）

三河地方の岡崎は徳川家康の生誕地であり、江戸時代には岡崎城の城下町や東海道の宿場町として発展した歴史を持つ。1899年（明治32年）には図書館令が公布され、全国的に図書館が増加していった。1912年（明治45年）3月の岡崎町町会で公立図書館の開設が議決され、6月29日に図書館設置の許可が下りると、7月21日には門前町にある随念寺の法殿にて岡崎町立通俗図書館の開館式が行われ、8月5日に開館した。8月1日に閲覧室の開放を開始するはずだったが、前々日の7月30日に明治天皇の死去が公表されたことで、8月1日から4日までは休館扱いとしていた。福岡・柳川出身で岡崎町立高等女学校（現・愛知県立岡崎北高等学校）校長を務めていた千蔵尚が初代館長を務めた。校長と館長を兼任していた千蔵に代わって、実質的な運営を担ったのは初代書記の八木開枝である。八木は大樹寺小学校（現・岡崎市立大樹寺小学校）で訓導兼校長を務めていた。

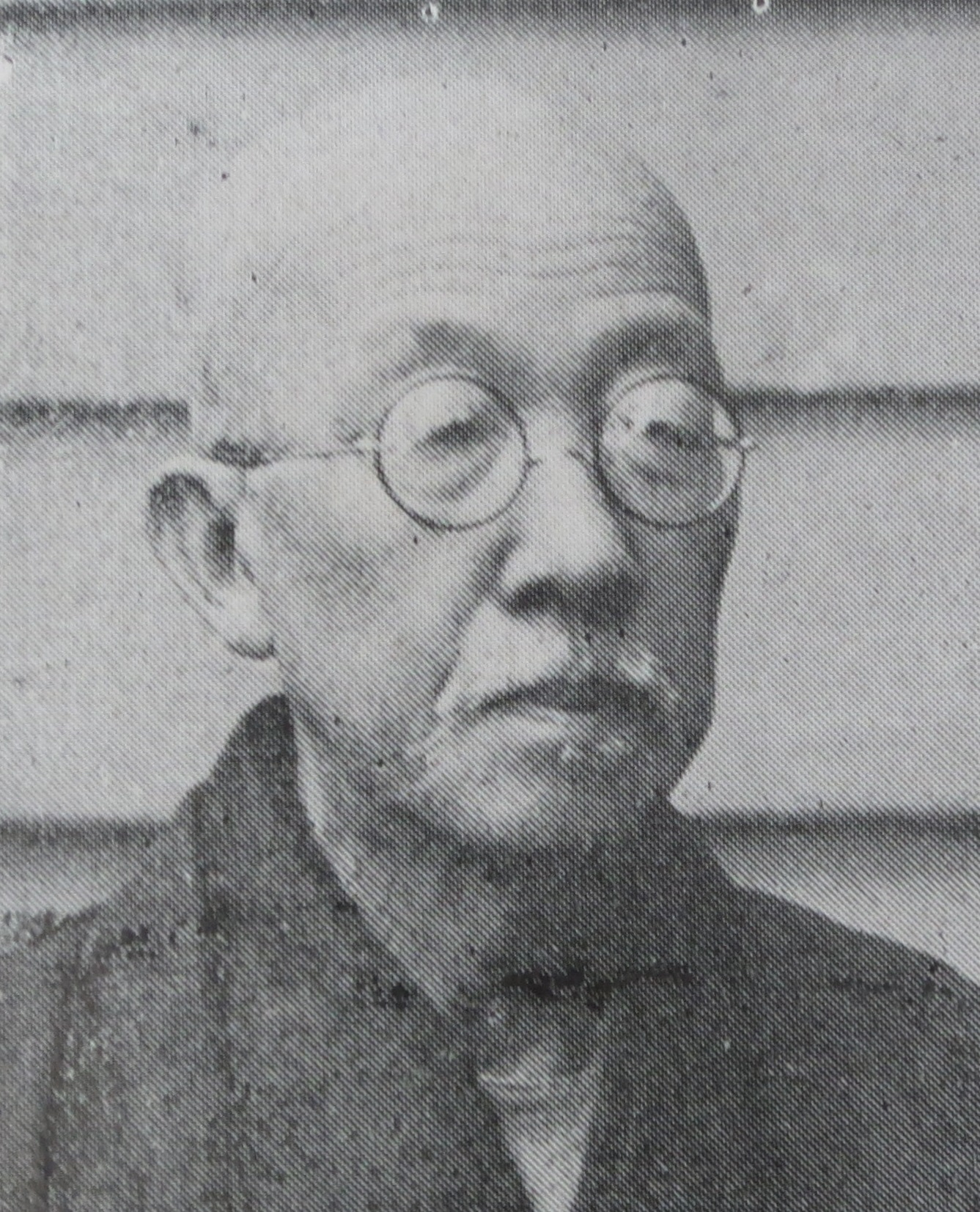
市制施行後に初代館長を務めた柴田顕正

随念寺の階段を下りた場所にある常福院を仮館舎とし、約50坪ほどの常福院の建物の中で、仏間・庫裏の一部を除いた部分が図書館にあてがわれた。かつて額田郡第一番小学岡崎学校（現・岡崎市立梅園小学校）や岡崎町立高等女学校が設置されるなど、随念寺は岡崎町の文教の中心だった。図書館の定義にもよるが、愛知県内では1897年（明治30年）の津島高等小学校図書館（現・津島市立図書館）、または1907年（明治40年）の岩瀬文庫（西尾町・私立）と私立半田図書館（半田町）の開館がもっとも早く、後者を採用した場合に岡崎町立通俗図書館は愛知県9番目の図書館だった。
開館時の蔵書数は2,060部・6,232冊であり、その大部分は小柳津要人や千賀千太郎などの個人や、岡崎町教育会からの寄贈によるものである。1912年度の開館日数は219日であり、経常費は436円だった。閲覧人数は1,509人であり、1日平均6人程度だった。1915年（大正4年）時点では3,857部9,612冊の蔵書を有しており、1921年（大正10年）時点では14,933冊の蔵書を有していた。
1916年（大正5年）7月1日には、岡崎町が愛知県3番目・全国67番目に市制施行して岡崎市となった。これにより岡崎町立通俗図書館は岡崎市立図書館に改称している。1919年（大正8年）には館長の千蔵が静岡県郡立志太高等女学校（現・静岡県立藤枝西高校）に転任したため、岡崎を代表する文化人だった岡田撫琴は愛知県立第二中学校（現・愛知県立岡崎高校）教諭を務めた柴田顕正を館長に推薦し、1919年（大正8年）には柴田が第2代館長（市立図書館としては初代館長）に就任した。

### 岡崎公園時代（1923-1945）

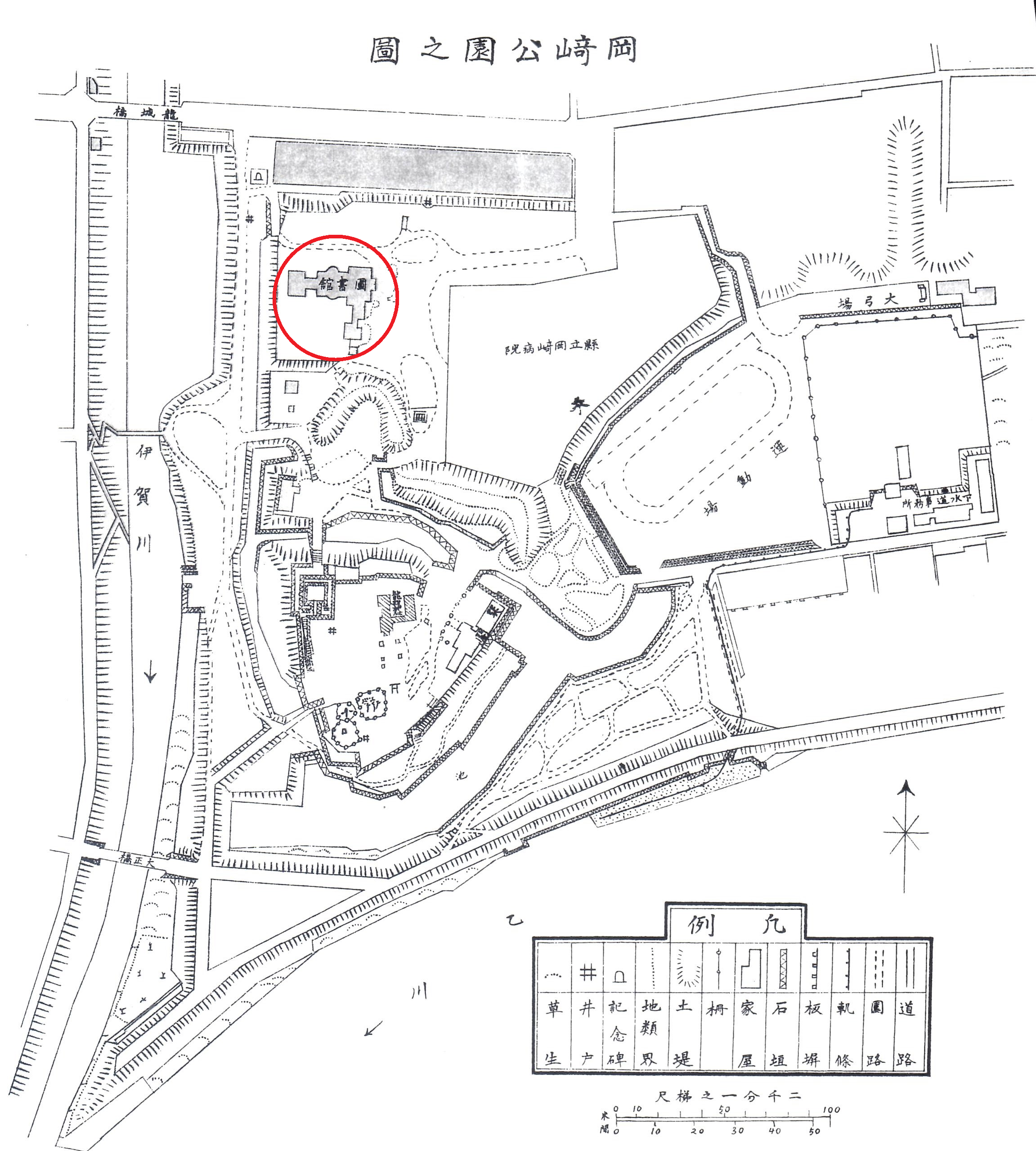
大正年間の岡崎公園における図書館の位置（赤丸）

岡崎町は大正天皇御大典（1915年）記念事業として新図書館の建設を計画したが、用地の確保などが難航した。それでも岡崎公園内の岡崎城二の丸の一角に定めると、1922年（大正11年）5月1日に地鎮祭を行って着工し、同年12月15日に竣工した。設計は名古屋市の鶴舞公園奏楽堂や岡崎銀行本店（現・岡崎信用金庫資料館）などを手掛けた鈴木禎次であり、赤レンガと白い花崗岩が印象的なルネサンス風建築である。建設中の1922年7月19日には、岡崎市内の小学校・高等女学校などに対して巡回文庫（移動図書館）の運行を開始している。
1923年（大正12年）1月7日に岡崎公園の新図書館が開館した。この図書館は現在の「三河武士のやかた家康館」付近にあった。総工費は岡崎市予算の13.4%に相当する73,635円。18,905冊の蔵書を有し、2階建の西洋館に地下室を備えており、本館の建坪は106坪8合6勺（約353m2）、高さは44尺5寸であり、延床面積は計513 m2だった。レンガ造2階建の書庫と木造平屋の付属家屋を備えていた。
岡崎高等女学校を卒業した有能な女性たちが書記などとして柴田館長を支え、中には書記から高等女学校の英語教師に転任した者もいた。一般利用者は下足を預ける際に1銭を支払う必要があり、女性のために婦人専用閲覧室が設けられた。館外貸出の対象は原則として岡崎市内在住者のみであり、貸出の際には補償金が必要となった。貸出冊数は最大3冊であり、貸出期間は最大10日間だった。市民から点字図書96点を寄贈されたことで、1923年には全国的にみて先駆的であるとされる点字部が設けられた。
| 愛知県の主要な図書館（1928年） | 愛知県の主要な図書館（1928年） | 愛知県の主要な図書館（1928年） | 愛知県の主要な図書館（1928年） | 愛知県の主要な図書館（1928年） | 愛知県の主要な図書館（1928年） | 愛知県の主要な図書館（1928年） | 愛知県の主要な図書館（1928年） |
| #                              | 自治体                         | 図書館名                       | 分類                           | 設立年                         | 蔵書数                         | 年間閲覧人数                   | 現在の館名                     |
| ------------------------------ | ------------------------------ | ------------------------------ | ------------------------------ | ------------------------------ | ------------------------------ | ------------------------------ | ------------------------------ |
| 1                              | 幡豆郡西尾町                   | 岩瀬文庫                       | 私立                           | 1907年                         | 89,074                         | 187                            | 西尾市岩瀬文庫                 |
| 2                              | 名古屋市中区                   | 市立名古屋図書館               | 公立                           | 1923年                         | 65,551                         | 359,763                        | 名古屋市鶴舞中央図書館         |
| 3                              | 名古屋市東区                   | 名古屋公衆図書館               | 私立                           | 1925年                         | 28,788                         | 78,176                         | 名古屋市西図書館               |
| 4                              | 碧海郡刈谷町                   | 刈谷町立刈谷図書館             | 公立                           | 1915年                         | 25,500                         | 1,256                          | 刈谷市中央図書館               |
| 5                              | 豊橋市                         | 豊橋市立図書館                 | 公立                           | 1913年                         | 18,914                         | 32,321                         | 豊橋市中央図書館               |
| 6                              | 岡崎市                         | 岡崎市立図書館                 | 公立                           | 1922年                         | 18,905                         | 52,255                         | 岡崎市立中央図書館             |

1925年（大正14年）時点での蔵書数は19,099冊、閲覧人数は62,780人であり、蔵書数は岩瀬文庫、市立名古屋図書館（現・名古屋市鶴舞中央図書館）、刈谷町立刈谷図書館（現・刈谷市中央図書館）に次いで愛知県下第4位だった。年間利用者数は市立名古屋図書館、名古屋公衆図書館（現・名古屋市西図書館）に次いで愛知県下3位だった。岡崎公園時代の岡崎市立図書館は、市立名古屋図書館、豊橋市立図書館とともに愛知県内の三大公立図書館と評されている。
『三河堤』『三河古墳記』『三河古城記』『龍城雑記』などの郷土史資料や国文学の本を中心に収集。1928年（昭和3年）4月8日には新聞閲覧室を増築した。戦前には市立名古屋図書館、石川県立図書館、奈良県立奈良図書館、埼玉県立埼玉図書館、徳島県立光慶図書館、東京市立図書館、呉市立図書館、尾道市立尾道図書館、長崎県立長崎図書館、豊橋市図書館、大垣市立図書館、帝国図書館などと館報の交換などを通じて交流があった。
1940年（昭和15年）に柴田館長が急逝したことで、岡崎出身で小樽高等商業学校教授の中村和之雄が第3代館長に就任した。1945年（昭和20年）7月20日の岡崎空襲では建物が焼失し、図書館は廃館となった。愛知県内では瀬戸市の市立瀬戸図書館と一宮市の一宮市立図書館も戦災で焼失している。

### 仮館時代（1947-1971）
太平洋戦争末期に廃館した後、約2年間にわたって全面的に休館。1947年7月11日には岡崎公園内の康生町511にある演舞場（戦時中は青年学校校舎）だった建物にて再開館した。所在地は岡崎市康生町515、この場所は後に公園管理事務所となり、現在の岡崎公園グラウンド東側付近に相当する。戦後初の館長には岡崎市教育長との兼任で横田良四が就任したが、横田は1955年（昭和30年）頃に専任の図書館長となっている。延床面積は戦前の半分程度の280 m2であり、再開館時の蔵書数は戦後の混乱が影響して1,000冊程度だった。閲覧時間は午前10時から午後5時、閲覧料は1回50銭、館外貸出はできなかった。1947年には愛知学芸大学岡崎分校にCIE図書室が設置されている。
1950年（昭和25年）9月には部分的に開架が導入され、分類には日本十進分類法が導入された。1949年（昭和24年）には岡崎市立図書館運営委員会が設置され、1951年（昭和26年）には図書館法に則って岡崎市立図書館設置条例が公布された。1955年には岡崎図書館協会が発足している。1952年（昭和27年）の利用者数は32,734人（115人/日）であり、閲覧図書数は62,565冊（221冊/日）だった。一般利用者は約25%であり、残りすべてが児童だった。
1954年（昭和29年）には館外貸出を開始。対象は高校生以上であり、1回につき最大1冊・最大1週間であり、保証金として300円を支払う必要があった。1957年度の蔵書数は27,672冊であり、館外貸出数は6,051冊、館内利用数は64,584冊だった。この年の予算は総額293万2200円であり、うち備品費が127万5000円だった。1958年（昭和33年）には横田の後任の第5代館長に杉本斌が就任した。1959年（昭和34年）9月の伊勢湾台風や1962年（昭和37年）の台風14号では岡崎市立図書館も被害を受けたが、岡崎市は図書館よりも岡崎城や岡崎市民会館の再建を優先した。1962年には開館50周年を迎えたが、記念行事などは特に行われていない。旧青年学校校舎は建物が古くて狭く、テニスコートに隣接していたことで騒音がひどく、低地にあったため何度も洪水被害を受けた。

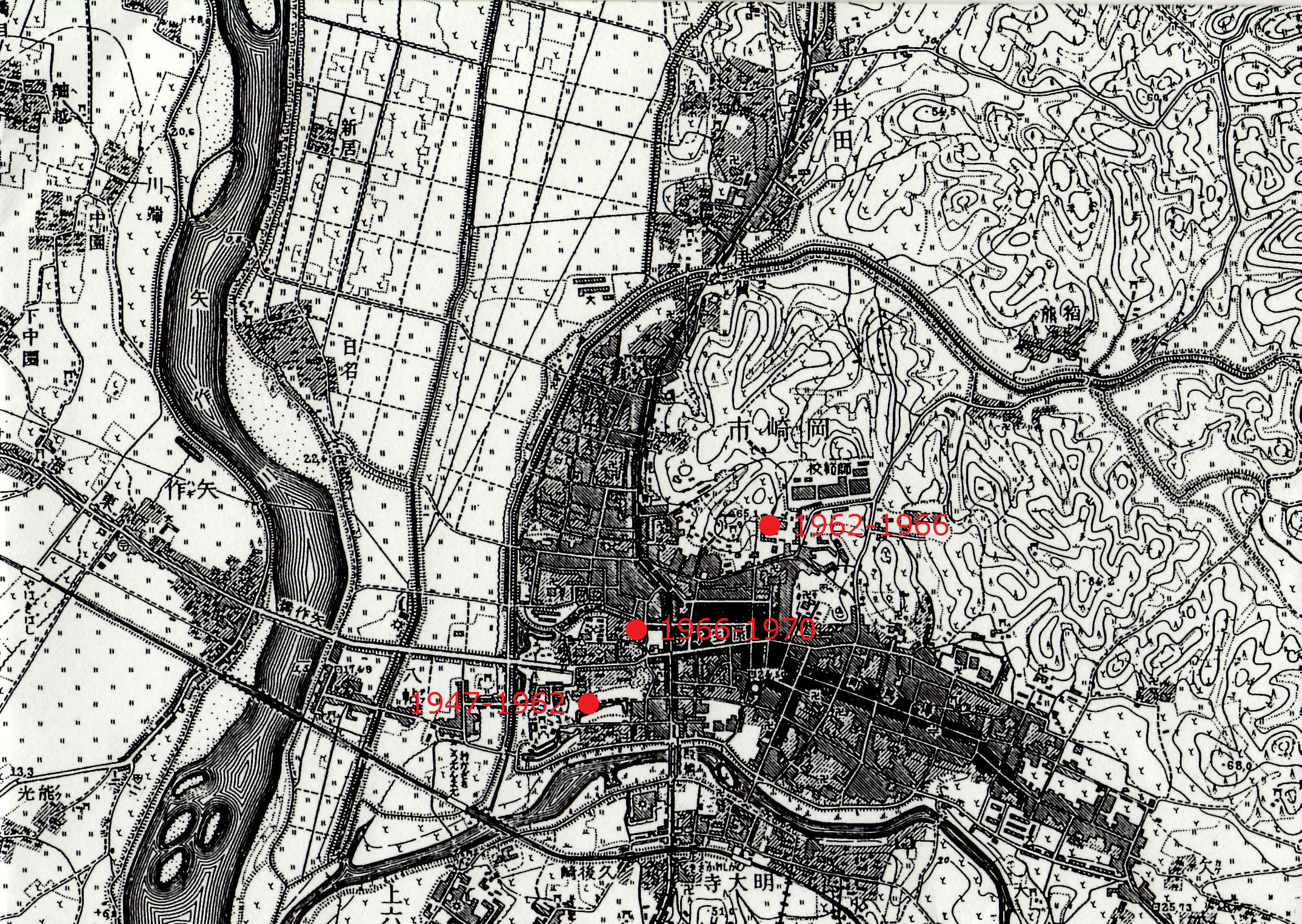
仮館時代の位置の変遷

様々な問題があったため、六供町字出崎15番地1の愛知県立岡崎商業高校が移転したのを機に、1962年12月11日には岡崎商業高校が使用していた建物に移転した。北側校舎を改修し、3教室の間の壁を取り払って書庫・事務室としたほか、2教室を閲覧室としたが、教室の黒板はそのまま残された。延床面積は920 m2、蔵書数は4万冊となった。この場所は現在の甲山会館付近である。1966年4月には岡崎市官財課次長を務めていた西崎清忠が杉本の後任の館長に就任した。
この建物は老朽化が激しく、寒々としていて薄暗かった。同地に岡崎市民会館の建設が決定したことから、1966年（昭和41年）5月1日には康生通西2丁目20にある旧岡崎警察署庁舎へ移転した。この場所は現在の岡崎シビコ付近である。この建物は木造2階建で延床面積は約1,200m2と広かったが、大正初期の建築物であり老朽化が進んでいた。同年には家康文庫が設置されている。

#### 新館建設の要望
このように、1947年から1971年（昭和46年）までは既存の建物を暫定的に図書館として使用してきた。1953年頃から図書館の新設を訴える陳情や請願が行われており、1957年度には図書館の新設資金として毎年100万円を積み立てることとなったが、最低でも数千万円を要する建設費用の積み立てとしては少額すぎた。1965年度と1966年度の岡崎市議会では、ある議員が図書館は「寒々としていて哀れ（中略）刑務所の中という感じ」（旧岡崎商業高校時代）、「かつて軍部の手先として民衆をふるえ上がらせた“オイコラ”警察の感じ」（旧警察署時代）だとして、新図書館の建設を希求した。
1970年（昭和45年）6月頃には明大寺町に新館を建設することが決定した。明大寺町は名鉄名古屋本線東岡崎駅の南に位置する文教地区であり、1912年の開館から半世紀以上を経て初めて、名鉄名古屋本線以南に図書館が立地することとなった。この敷地には市立岡崎高等看護学院（現・岡崎市立看護専門学校）と岡崎市婦人会館があったが、それぞれ市立岡崎病院（現・岡崎市民病院）跡地と旧農林水産省種畜牧場内に移転している。

### 明大寺町時代（1971-2008）
1970年12月18日から1971年10月28日にかけて建設工事が行われ、1971年（昭和46年）11月1日に明大寺町の新館が開館した。総工費は「約4億円」とする資料もあれば、「2億1,437万4千円」とする資料もある。三和建設が施工した。延床面積は2,477m2。戦前の岡崎公園時代の建物の雰囲気を参考に、レンガ造風のデザインが採用されており、三階建・二階建・平屋の3層という雛壇式の外観となった。電動式書架を採用し、閲覧室の拡張を図った。新館の開館にともなって職員が倍増（14人）となっている。
翌1972年（昭和47年）には隣接地に岡崎市美術館が開館した。1976年度末には蔵書数が10万冊に達した。
1977年（昭和52年）以降には、岩津市民センター（1977年）、六ツ美市民センター（1977年）、南部市民センター（1978年）、矢作市民センター（1978年）、東部市民センター（1979年）の各市民センターへの配本を開始し、さらに「太陽の城」（1979年）と「働く婦人会館」（1980年）にも配本を開始した。1979年（昭和54年）には愛知県の図書館として初めてコンピュータシステムを導入。1980年（昭和55年）の蔵書数は1971年の新館開館時の約2倍、貸出冊数は1971年の約30倍に達した。この背景には入館受付の廃止、開架の設置、館外貸出の簡素化、配本所や移動図書館などがある。
障害者向けのサービスとしては、1981年（昭和56年）には身体障害者向けに図書郵送貸出サービスを開始、1982年（昭和57年）には視覚障害者向けにカセットテープの貸出を開始、1985年（昭和60年）には点字図書の貸出を開始した。1987年（昭和62年）3月には鶴田卓池文庫を設置し、同年10月には菅江真澄文庫を設置。1988年（昭和63年）6月には大改修を行い、一般図書室と資料展示室に充てられていた2階を郷土・参考図書室、郷土資料室に充てられていた1階を一般閲覧室とした。
1988年度（昭和63年度）から1992年度（平成4年度）までの5か年計画で、中日新聞・朝日新聞・毎日新聞・東海愛知新聞の4紙の過去40年分計436,000ページを光ディスク（マイクロフィルムとは異なる）化する作業を行った。1989年度からは愛知県内の公立図書館では初めて光ディスクの利用を開始している。1992年（平成4年）にはこども図書館と中学生閲覧室の間の壁を取り払い、中学生閲覧室を廃止してワンフロアのこども図書館とした。1993年（平成5年）10月にはプレハブの書庫を増設している。1996年（平成8年）10月1日から28日には改装工事のために休館し、コンピュータを導入。この際には館内のレイアウトを大幅に変更しており、レファレンスカウンターや返却ポストを設置している。相互貸借サービスを開始したのはこの頃であり、1997年4月にはビデオテープの貸出を開始した。1999年1月には図書館の公式ウェブサイトを開設、2002年にはインターネット蔵書検索・予約システム(OPAC)の運用を開始した。

#### 移転に向けた動き
しばらくすると明大寺町の図書館も徐々に手狭になり、再移転が議論されるようになった。2000年（平成12年）2月には「岡崎市図書館基本構想」が策定され、岡崎公園のグラウンド跡地が建設地に盛り込まれた。しかし、駐車場の建設費が莫大になることが判明したり、発掘調査で江戸時代の石垣など岡崎城の遺構が発掘されたりしたことで、図書館の建設地としては不適当とされた。そこで、岡崎郵便局移転後に跡地の利用方法が議論されていた康生通西4丁目が移転先として有力視されるようになった。岡崎郵便局跡地には2000年（平成12年）7月22日に商業施設「岡崎城下三河小町」（略称：三河小町）が建てられたが、経営状態が逼迫していることは同年9月の市議会定例会で早くも指摘されていた。
2001年（平成13年）1月、市は図書館の建設場所を康生通西4丁目とする方針を固めた。同年8月13日に開かれた市議会の新図書館建設特別委員会で、市の提案が了承された。
1992年に開始された岡崎市図書館建設基金は最終的に35億円となり、1987年に開始された岡崎市構成地区拠点整備基金は15億円となっていた。これによって岡崎市立図書館は再び名鉄以北に戻ることとなっている。
2004年（平成16年）3月には岡崎市新図書館基本計画が策定され、2005年（平成17年）3月には新図書館を核とする康生地区拠点整備基本設計が策定された。2006年（平成18年）4月には複合文化施設「岡崎市図書館交流プラザ」の実施設計が策定され、2006年6月28日に着工された。この間の2005年1月1日には岡崎市が額田郡額田町を編入合併し、岡崎市立図書館は岡崎市立中央図書館に改称されている。2004年度から開館までの4年間には市民参加型のワークショップが25回開催され、建築家であり都市計画の専門家である延藤安弘（愛知産業大学教授）がワークショップの指導を行った。「おかざき図書館倶楽部」は2001年（平成13年）頃から活動を行い、「図書館まつり」、「学校読み聞かせボランティア交流会」、「調べ学習講座」などを企画して図書館とともに運営した。りぶら開館後には「りぶらサポータークラブ」に改称し、「図書館まつり」「連続講演会」「講座」などを企画している。

### 岡崎市図書館交流プラザ時代（2008-）
| 移転ごとの延床面積の変遷 | 移転ごとの延床面積の変遷 | 移転ごとの延床面積の変遷 | 移転ごとの延床面積の変遷 | 移転ごとの延床面積の変遷 |
| ------------------------ | ------------------------ | ------------------------ | ------------------------ | ------------------------ |
| 移転年                   |                          |                          |                          | m2                       |
| 1912 常福院              | 1912 常福院              |                          | 170                      | 170                      |
| 1923 岡崎公園            | 1923 岡崎公園            |                          | 513                      | 513                      |
| 1947 旧演舞場            | 1947 旧演舞場            |                          | 279                      | 279                      |
| 1962 旧商業高校          | 1962 旧商業高校          |                          | 916                      | 916                      |
| 1966 旧警察署            | 1966 旧警察署            |                          | 891                      | 891                      |
| 1971 明大寺町            | 1971 明大寺町            |                          | 2,477                    | 2,477                    |
| 2008 りぶら              | 2008 りぶら              |                          | 7,895                    | 7,895                    |

2008年（平成20年）9月1日には新館開館準備のために明大寺町の図書館が閉館。11月1日に図書館交流プラザ内に中央図書館が開館した。移転によって延床面積は2,477m2から7,895m2と約3倍に拡大し、約10万冊を新規購入したことで蔵書数は約60万冊に増加した。公募によって決定した愛称「Libra」（りぶら）は、Library（図書館）とLiberty（自由）を組み合わせた造語である。
開館後の3日間だけで約4万人が訪れ、約2,500人が利用者カードの申請を行うとともに、36,000冊が貸し出された。2階の「ポピュラーライブラリー」と子ども図書室は貸出数が多すぎて書架がガラガラになってしまったという。開館後の1か月間に165,133人（1日平均6,351人）が利用し、月間目標84,000人の2倍近くとなる滑り出しを見せた。旧館時代から中高生の自習室利用が多かったため、移転後も中高生を締め出すことはしないという方針を設けている。明大寺町の旧中央図書館は、隣接する岡崎市美術館の東館（第5展示室と第6展示室）に生まれ変わっている。
2010年（平成22年）3月から4月には、図書館の蔵書検索システム(OPAC)が閲覧しづらくなる現象が発生。図書館は警察に被害届を提出し、5月25日にはサイバー攻撃を仕掛けたとして利用者の一人が逮捕された。この利用者は起訴猶予処分となったが、利用者側にサイバー攻撃の意図はなく、根本的な原因がシステムの不具合にあったことから論議を呼んだ。9月には図書館が公式見解を発表し、2011年2月には図書館とこの利用者の和解が成立している。この事件はLibrahack（りぶらはっく）事件または岡崎市立中央図書館事件と呼ばれている。2010年9月には、蔵書検索システムを管理していた三菱電機インフォメーションシステムズ(MDIS)のミスによって、図書館利用者の利用状況および個人情報185件（159人分）が流出していたことが判明。流出したのは延滞予約本のリストデータであり、氏名・年齢・電話番号・貸出図書名などが含まれていた。岡崎市はこれを守秘義務契約違反などであるとした。管理を委託していたMDISとの契約を短縮して2012年末までとし、それまでの約2年間はMDISが無償で保守業務を担当することとなった。
中央図書館の利用者はりぶらの有料託児サービスを利用できる。2012年時点で託児サービスを行っている東海地方の図書館は、岡崎市立図書館に加えて桑名市立中央図書館（有料）と岐阜市立図書館（週1日、無料）のみだった。2010年11月には岡崎げんき館でブックスタート事業を開始し、岡崎市内の乳児全員に絵本を贈っている。ポリオワクチンの予防接種会場でもある同館で、岡崎市出身の絵本作家である瀬川康男が絵を担当した『いないいないばあ』（松谷みよ子作）を贈っている。
2011年（平成23年）12月24日にはりぶらの入館者数が500万人を突破した。2012年（平成24年）には公立図書館開館100周年を迎えた。愛知県の公立図書館としては津島市立図書館に次いで2番目である。2014年（平成26年）7月1日からは三河地方では初めて国立国会図書館デジタルコレクションの閲覧が可能になった。開館から6年9か月後の2015年7月18日には、りぶらの来館者数が1000万人に達した。

## 施設
| 地下1階 | 自動出納書庫                 | 自動出納書庫 |
| 1階     | 「レファレンスライブラリー」 | 地域資料、参考図書、専門雑誌、インターネット席（16席）、データベース席（4席）、持ち込みパソコン利用席（18席）、研究個室（5室）、グループ室（1室）、閲覧席190席 |
| 2階     | 「ポピュラーライブラリー」   | 視聴覚ブース、新聞雑誌コーナー、ティーンズコーナー、外国語資料コーナー、グループ室（2室）、点字図書、録音資料、対面朗読室（2室）、おはなしのへや、閲覧席430席  |
| 2階     | 「こども図書室」             | 閲覧席80席 |

岡崎市立中央図書館は康生通西にある複合型文化施設「岡崎市図書館交流プラザ」（りぶら）の中核施設であり、地上2階から地下1階の3フロアの一部を使用している。2011年度の蔵書数は図書が629,933冊、視聴覚資料が22,888点、計652,821冊である。収容可能冊数は開架31万5千冊、書庫64万冊、計100万冊である。中央図書館長は額田図書館の館長も兼務し、中央図書館は額田図書館の管理運営及び自動車文庫の運営を行っている。このほか、9か所にある地域図書室と連絡し、運営を支援している。2008年の岡崎市図書館交流プラザ開館と同時に、岡崎市立中央図書館の窓口業務は民間に委託されている。
岡崎市図書館交流プラザの建物全体の建設費は約100億円。開架に31万5000冊、書庫に64万冊、その他に4万5000冊、計100万冊を収容できる。各階のステーションから地下1階の自動出納書庫の操作を行うと、任意の書籍が自動で書庫から搬出される。1階は地域資料など専門性の高い図書を集めた「レファレンスライブラリー」、2階は新聞・雑誌や一般向け図書を集めた「ポピュラーライブラリー」として区分されている。南側からの直射日光を避け、北側からの安定した採光を行うために、図書館部分は建物全体の北側2/3に集められている。紫外線を避けるために、主要なガラスにはLow-E複層ガラスを採用している。東面と西面は全面をカーテンウォールとし、電動ロールブラインドによって遮光制御を容易にしている。照明は書架の間隔に合わせて配置されている。

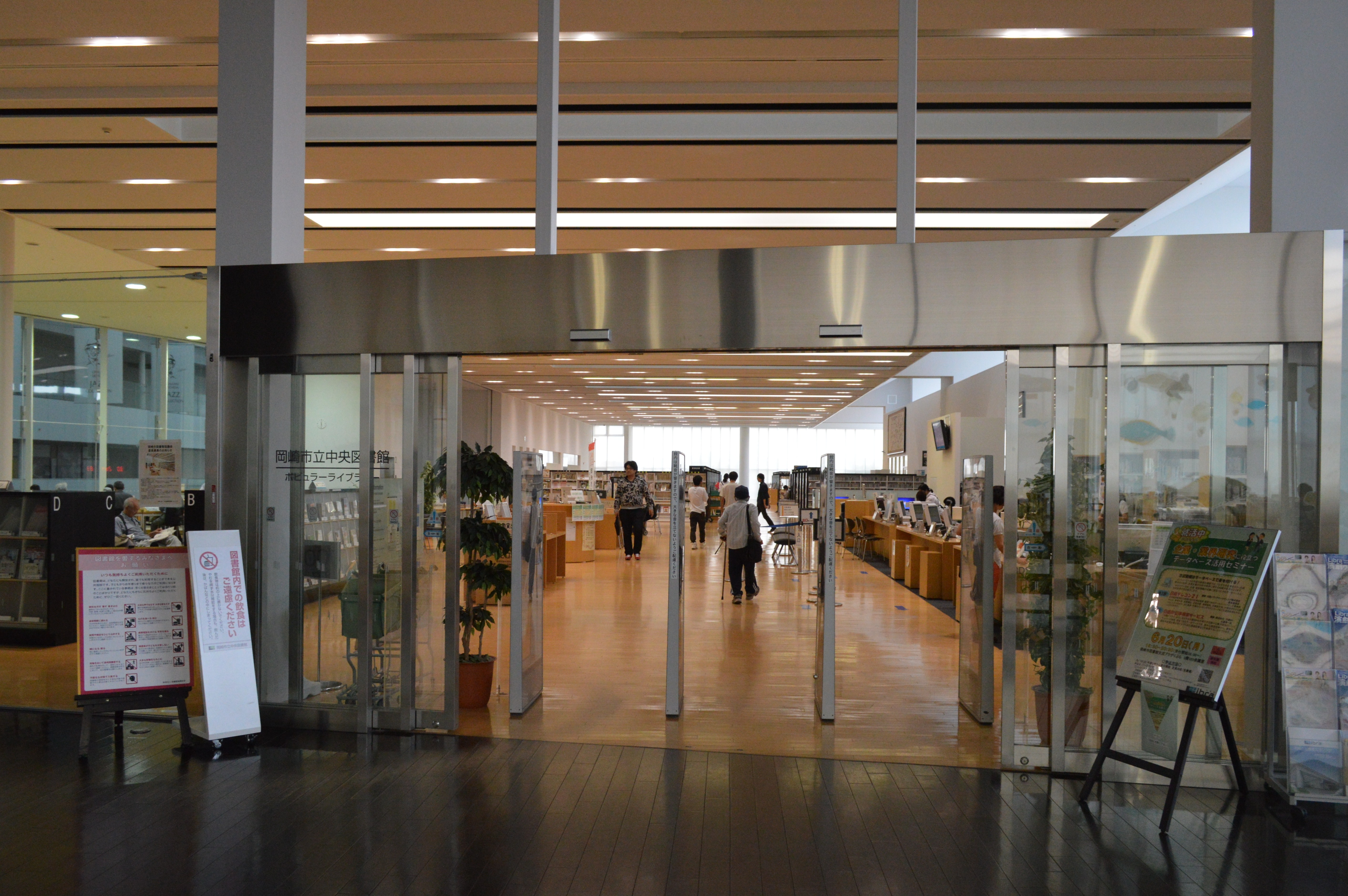
開放感ある明るい雰囲気の「ポピュラーライブラリー」入口（2階）

1階の「レファレンスライブラリー」と2階の「ポピュラーライブラリー」はその特色に合わせて内装に差異が付けられており、いずれも城下町としてのイメージを想起させる黒色と白色がテーマカラーとなっている。1階には落ち着いた雰囲気の黒い敷物が床面に用いられ、2階には明るい雰囲気の白木の床面が用いられている。天井高は1階より2階のほうが高いが、1階が5段書架なのに対して2階は6段書架であり、1階は利用者に落ち着きを、2階は利用者に開放感を与えている。1階は白い床面に対して黒色の書棚が用いられ、図書の「存在感」が強く示されている。2階は黒い床面に対して白色の書棚が用いられ、図書の「表情」が際立つように配慮されている。図書館外部にある夜間・休日返却口に突っ込まれた書籍はベルトコンベアでバックヤードに運ばれ、さらに自動仕分け機でテーマごとに自動分類される。
1階には閲覧席187席があり、インターネット席（14席）、データベース席（6席）、持込パソコン席（18席）と、研究個室5室とグループ室1室を完備している。2階には閲覧席428席が設置されており、新聞・雑誌コーナーやCDやDVDなどの視聴覚資料と視聴ブース、外国語資料コーナー、点字図書や録音図書と対面朗読室2室が置かれている。対面朗読室は防音設備を有しており、地元の朗読グループがボランティア登録を行って視覚障害者らに音読サービスを行っている。また、「ティーンズコーナー」として、10代の利用者が必要とする情報を提供する図書を中心にそろえたコーナーを設置している。コーナーには、10代が優先的に使用できる「ティーンズルーム」がある。入口を出て通路を挟んだ反対側には「子ども図書室」がある。また、子ども図書館には児童書や絵本、紙芝居などが置かれ、「おはなしのへや」と「赤ちゃんコーナー」、授乳室を設置している。
これらの設備が評価され、岡崎市図書館交流プラザは第17回愛知まちなみ建築賞、第42回中部建築賞、日本建築学会作品選奨2010、日本建築家協会優秀建築選2011、第13回公共建築賞優秀賞に選ばれている。

## 特色

### 眺望線

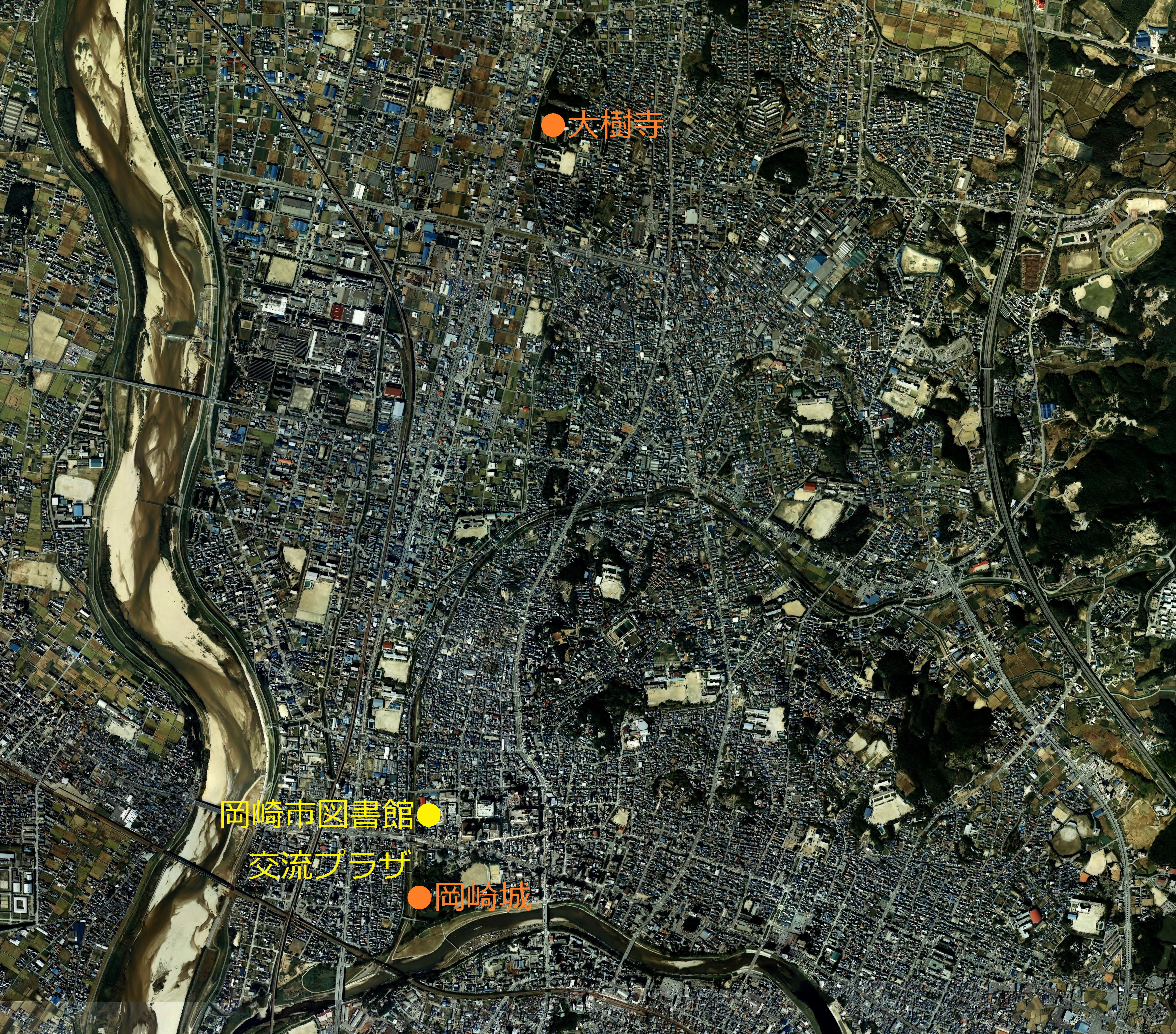
「ビスタライン」と岡崎市図書館交流プラザの関係

岡崎の町には古くから、「徳川家の菩提寺である大樹寺から岡崎城に対する眺望を遮ってはならない」とする不文律がある。寛永18年（1641年）に徳川家光が大樹寺山門や総門を建ててから約370年間、法律や条例などの規制がない中で不文律が維持されており、大樹寺と岡崎城の間の約3kmに眺望を遮る4階建以上の建築物が建設されたことはなかった。岡崎市図書館交流プラザはこの「ビスタライン」（眺望線）上にあるため、大規模複合施設としては低層の3階建で建設された。岡崎市図書館交流プラザに隣接して31階建・高さ105mの「岡崎タワーレジデンス」（岡崎市最高層）があるが、この超高層マンションは「ビスタライン」をわずかにそれている。

### 郷土資料

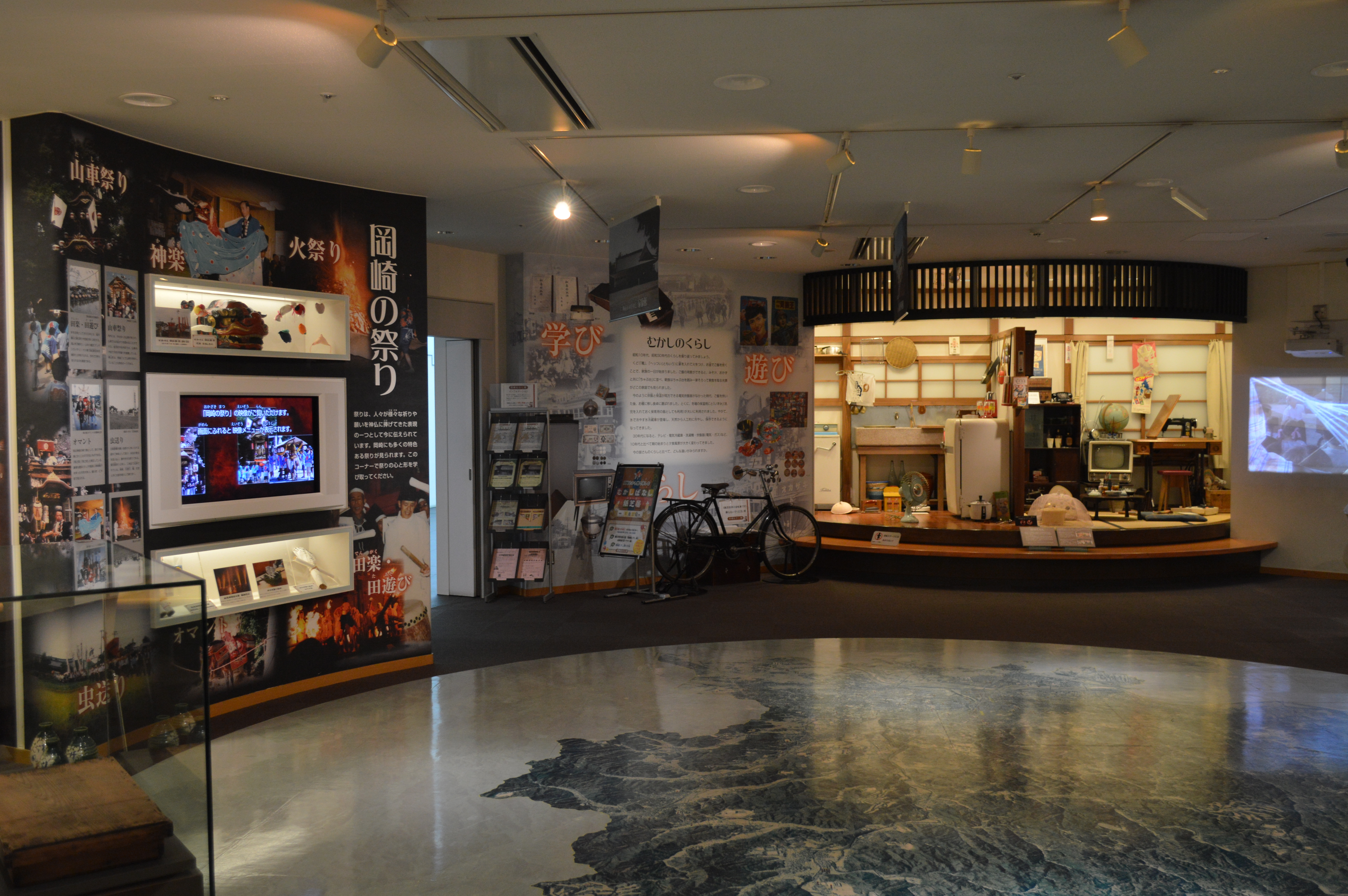
りぶら1階にある岡崎むかし館

岡崎市ゆかりの人物の郷土資料が充実しており、徳川家康（岡崎出身の武将）、菅江真澄（岡崎で活躍した国学者）、鶴田卓池（岡崎出身の俳人）の3人については個別の文庫が設置されている。2008年に岡崎市図書館交流プラザが開館すると、これらの特殊文庫は「岡崎学」コーナーに設置されている。
1965年（昭和40年）には「家康公350年祭」を記念し、岡崎ロータリークラブからの寄付金を元に家康文庫を設置。ロータリークラブからはその後も毎年寄付を受け、家康文庫を拡張させていった。1975年度（昭和50年度）末の家康文庫は663点だったが、2007年度（平成19年度）末には2,744点、2014年（平成26年）時点では約3,900点となっている。直接家康に言及している文献以外にも、家康が生きた時代などに関する幅広い分野の文献を揃えている。1986年（昭和61年）には郷土史家の内田武志から菅江真澄に関する文献の寄贈を受け、1987年（昭和62年）から複製製本した菅江文庫として公開している。さらには同年に寄贈または寄託された鶴田卓池に関する文献を中心として、鶴田文庫として書籍・短冊・軸物・粉本・屏風など265点の資料を所蔵している。
岡崎市図書館交流プラザ内には歴史資料展示室「岡崎むかし館」がある。小中学生の郷土学習に重点を置いており、岡崎出身の偉人、岡崎の歴史、岡崎の文化をまとめている。

### 視聴覚資料

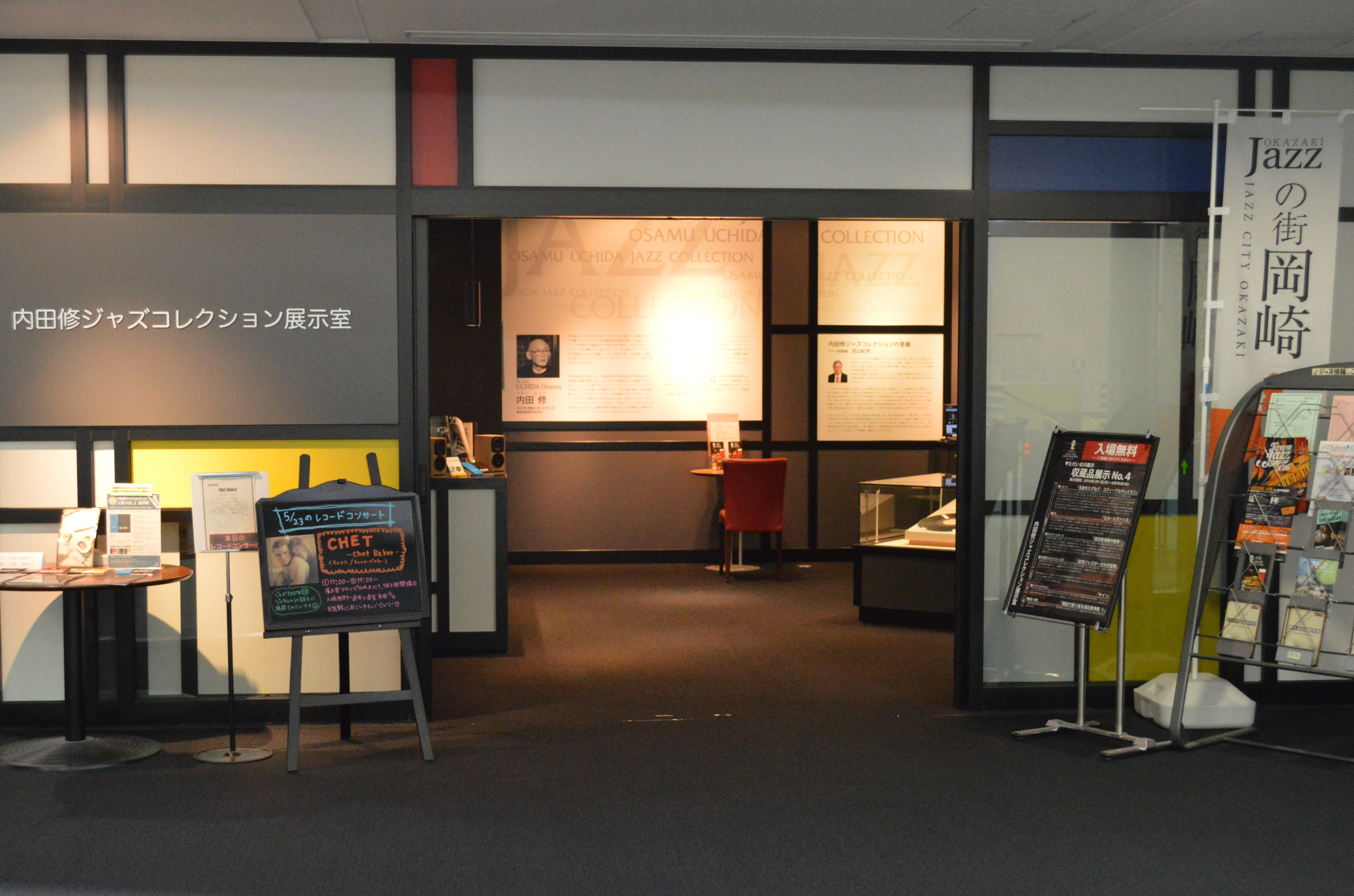
りぶら2階にある内田修ジャズコレクション展示室

岡崎市はNHKと協力して、過去の岡崎市を伝える映像「りぶら映像アーカイブス」を公開している。2013年（平成25年）末時点で280点の映像が公開されており、これらは岡崎市図書館交流プラザでしか見ることができない。
岡崎市は「ジャズの町」を謳っている。岡崎市図書館交流プラザ内には「内田修ジャズコレクション展示室」があり、ジャズ界では世界有数のコレクションだとされている。このコレクションは岡崎市に生まれ育ったジャズ愛好家の内田修によって1993年（平成5年）に寄贈されたものであり、レコード、プライベートテープ、書籍、オーディオなどからなる。

## 移動図書館
1975年（昭和50年）、岡崎市立図書館は移動図書館用の車両を購入し、「みどり号」と名付けて市内の小学校などへの巡回を開始した。1981年（昭和56年）には2台目の移動図書館用車両を購入し、巡回場所を37か所に拡張した。1983年（昭和58年）には「みどり号」の車両を更新し、名称を「あおい号」に変更している。1991年（平成3年）には移動図書館用車両1台を更新した。2006年（平成18年）には移動図書館用車両1台を電動リフト付きの車両に更新した。

## 利用案内
| 岡崎市立図書館の概要 | 岡崎市立図書館の概要 | 岡崎市立図書館の概要 | 岡崎市立図書館の概要 | 岡崎市立図書館の概要 |
| 名称                 | 延床面積 (m2)        | 蔵書数 (冊)          | 貸出数 (冊)          | 開館日               |
| -------------------- | -------------------- | -------------------- | -------------------- | -------------------- |
| 中央図書館           | 7,895                | 712,596              | 1,855,786            | 2008年11月1日        |
| 額田図書館           | 562                  | 47,096               | 38,980               | 1977年3月1日         |
| その他               |                      | 169,004              | 532,902              |                      |
| 合計                 |                      | 928,696              | 2,427,668            |                      |

- 休館日
  - 水曜日、特別整理期間、年末年始
- 開館時間
  - 中央図書館 : 9:00-21:00
  - 額田図書館 : 9:00-17:00
- 貸出規則
  - 貸出対象者 : 愛知県内に在住・在勤・在学の者
  - 貸出冊数 : 図書は最大10点、視聴覚資料は最大5点
  - 貸出期間 : 最大14日間

岡崎市立図書館は1979年（昭和54年）に最大貸出冊数を2冊から5冊に増やし、1982年（昭和57年）には5冊から3冊に減らしたものの、1985年（昭和60年）には再び5冊に増やし、1998年（平成10年）には10冊に増やした。2008年（平成20年）には図書10冊・視聴覚資料5冊となった。額田町立図書館は最大2冊の時代が長かったものの、1996年（平成8年）以前には最大3冊となっている。岡崎市と額田町が合併すると、貸出冊数と貸出期間は岡崎市の規則に揃えられた。
1997年（平成9年）までの館外貸出可能者は岡崎市内の在住・在勤・在学者だけだったものの、1997年には岡崎市・額田郡幸田町・額田郡額田町の3自治体の相互利用が開始され、幸田町・額田町の在住・在勤・在学者にも拡大された。2000年には豊田市・安城市・西尾市・蒲郡市・宝飯郡音羽町・東加茂郡下山村の在住・在勤・在学者も館外貸出が可能となった。2008年には館外貸出可能者が愛知県全域の在住・在勤・在学者に拡大された。
額田町立図書館の複写代金は開館した1977年時点では1枚100円だったが、その後1枚50円、1枚20円と段階的に減額された。岡崎市立図書館の資料複写代金は1995年（平成7年）に1枚30円から1枚20円に減額され、2000年（平成12年）には1枚10円となった。
2000年には岡崎市立図書館が祝日開館を開始。2003年（平成15年）には平日の開館時間が17時までから19時までに延長された。市町村合併後の2006年（平成18年）には額田図書館の祝日開館を開始した。2008年に岡崎市図書館交流プラザ（りぶら）が開館すると、中央図書館は開館時間が9時から21時、額田図書館は開館時間が9時から17時までとなった。岡崎市立図書館の休館日は明大寺町時代は月曜日だったが、2008年の岡崎市図書館交流プラザ移転後には水曜日となった。